# Аропалюсы
Аропалюсы (лат. Arhopalus) — род жуков-усачей из подсемейства Spondylidinae.

## Распространение
Род широко распространен в Голарктике, пара видов обитает на островах Карибского бассейна.

## Описание
Усики не короче половины тела. Нижнечелюстные щупики в два раза длиннее нижнегубных. Жуки длиной 9—27 мм, продолговатые, окрашены в коричневый или чёрный цвет.

## Систематика
- род: Arhopalus Audinet-Serville, 1834

- подрод: Arhopalus Audinet-Serville, 1834

- вид: Arhopalus asperatus (LeConte, 1859)
- вид: Arhopalus biarcuatus (Pu, 1981)
- вид: Arhopalus cavatus (Pu, 1981)
- вид: Arhopalus coreanus (Sharp, 1905)
- вид: Arhopalus cubensis (Mutchler, 1914)
- вид: Arhopalus exoticus (Sharp, 1905)
- вид: Arhopalus ferus (Mulsant, 1839)
- вид: Arhopalus foveatus Chiang, 1963
- вид: Arhopalus foveicollis (Haldeman, 1847)
- вид: Arhopalus hispaniolae (Fisher, 1942)
- вид: †Arhopalus pavitus (Cockerell, 1927)
- вид: Arhopalus pinetorum (Wollaston, 1863)
- вид: Arhopalus productus (LeConte, 1850)
- вид: Arhopalus rusticus (Linnaeus, 1758)
- вид: Arhopalus syriacus (Reitter, 1895)
- вид: Arhopalus tibetanus (Sharp, 1905)
- вид: Arhopalus tobirensis Hayashi, 1968

- подрод: Cephalallus Sharp, 1905

- вид: Arhopalus oberthueri (Sharp, 1905)
- вид: Arhopalus ryukyuensis Makihara, 2003